# Municipi de Skive
El municipi de Skive és un municipi danès que va ser creat l'1 de gener del 2007 com a part de la Reforma Municipal Danesa, integrant els antics municipis de Sallingsund, Spøttrup i Sundsøre amb el de Skive. El municipi és situat a la península de Jutlàndia, a la Regió de Midtjylland i abasta una superfície de 690,7 km².
El territori del municipi ocupa la península de Salling, al Limfjord, l'illa de Fur i les terres situades entre el Skive Fjord, el Louns Bredning i el Hjarbæk Fjord (part del complex del Limfjord).
La ciutat més important i capital del municipi és Skive (46.224 habitants el 2019). Altres poblacions són:
- Balling
- Breum
- Durup
- Glyngøre
- Hald
- Hem
- Højslev Stationsby
- Højslev
- Hvidbjerg
- Jebjerg
- Lem
- Lihme
- Nederby
- Oddense
- Ramsing
- Rødding
- Rønbjerg
- Roslev
- Selde

## Consell municipal
Resultats de les eleccions del 18 de novembre del 2009:
| Partit                      | vots  | % vots |
| --------------------------- | ----- | ------ |
| Socialdemokratiet           | 10289 | 37,8   |
| Det Radikale Venstre        | 1137  | 4,2    |
| Det Konservative Folkeparti | 1031  | 3,8    |
| Borgerplatform              | 438   | 1,6    |
| Socialistisk Folkeparti     | 2000  | 7,4    |
| Kristendemokraterne         | 112   | 0,4    |
| Socialistisk Folkeparti     | 1929  | 7,1    |
| Skiveegnens Fælles Liste    | 89    | 0,3    |
| Venstre                     | 10170 | 37,4   |

### Alcaldes
| Alcalde            | Període               | Partit  |
| ------------------ | --------------------- | ------- |
| Flemming Eskildsen | 1-1-2007 a 31-12-2009 | Venstre |
|                    | 1-1-2010 a ----       |         |